# Krister Nilsson (Vasa)
Krister (eller Kristiern) Nilsson (Vasa) till Vasa i Seminghundra härad och Björnö, Frötuna socken, född cirka 1365, död 29 april 1442 på Viborgs slott, var häradshövding och riksråd.
Han blev dubbad till riddare (1396), blev häradshövding (1401), riksråd (1413), ståthållare i Viborg (1417) och drots (1435). Han är begravd i Gråbrödraklostret i Stockholm.
Vapen: Krister Nilsson förde i sitt sigill det medeltida vasavapnet ginbalksvis. 

## Biografi
Krister Nilsson är nämnd första gången 1396 då han dubbades till riddare. Han var son till Nils Kettilsson (Vasa) och Christina Jonsdotter (Rickebyätten), och skall ha kallat den tysk-baltiske riddaren Henrik Scherembeke Om (sin "frände" eller släkting). Det i Sverige ovanliga förnamnet Christiern förekom i släkten Scherembeke och Vasaättens svårtolkade vapen liknar i hög grad Scherembeke-vapnet.
Utifrån ett sådant resonemang har Vasaättens namn ingenting med skölden att göra, utan har snarare koppling till gården Vasa gård i Skepptuna. Vasa anses vara stamgård för Vasaätten, och Kristiern Nilsson ärvde den av sina föräldrar.
Efter föräldrarna ärfde han bl. a. Björnö och den i Seminghundra härad, där han redan 1401 var häradshöfding, belägna gården Vasa..
Historikern Hans Hildebrand skriver: :Ungefär samtidigt med Oxenstjernorna uppträder den ätt, som sedermera kallats Vasa efter ett stamgods av samma namn i Upland. Den första medlem av ätten, som intager en framstående plats i historien, är drotsen Kristiern Nilsson. Herr Kristierns båda hustrur hade tyskt blod i sina ådror och den osvenska, unionsvänliga politik, till vilken han bekände sig, hyllades av hans ättlingar, till dess en gren av dem, som knöt förbindelser med Sturar och Bondar, anslöt sig till det fosterländska partiet. Till den grenen hörde Gustaf Eriksson, som omsider uppsteg på Sveriges tron.
Krister Nilsson stod högt i gunst hos drottning Margareta samt hos Erik av Pommern. Han var länsherre och kunde agera tämligen självständigt. Han var ett gott stöd för kung Erik av Pommern såväl militärt som inom det svenska riksrådet. Som ett vittnesbörd om hans höga ställning hos kungen kan noteras att i det föreslagna avtalet om en förnyelse av Kalmarunionen omkring 1436, efter de tre ärkebiskoparna från de tre kungadömena, är Kristiern Nilsson, då riksråds och drots, nämnd som den första i raden av de världsliga svenska riksrådsmedlemmarna, vid sidan av Axel Pedersen (Tott) som danskt riksråd och Endred Erlandsson som norskt riksråd.
Under Karl Knutsson (Bonde) vacklade Krister Nilssons ställning och motsättningar med Karl Knutsson medförde bland annat att Karl Knutsson fängslade Krister Nilsson, troligen den 13 januari 1439 och därvid beslagtog Krister Nilssons gård Revelsta i Altuna socken strax norr om Fjärdhundra i södra Uppland. Han tvingades även överlämna sina slott och län till Karl Knutsson. Han fick dock senare upprättelse av Kristofer av Bayern och fick av Karl Knutsson Korsholms slott och Raseborgs slott, medan han ålades att till Knutsson återlämna Viborg den 1 maj 1442.
Kristiern Nilsson dog som länsherre på Viborg på natten före överlämnandet, mellan den 29 och 30 april 1442.

## Familj
Krister Nilsson var gift första gången med Margareta Johansdotter (Moltke), död 1413 i Uppsala, med vilken han hade barnen:
1. Kristina Kristiernsdotter (Vasa), död i början av 1430-talet; gift 1413 med Karl Stensson (Sten Lalasons ätt), och 1416 med Bengt Jönsson (Oxenstierna).
2. Karl Kristiernsson (Vasa), gift med Ebba Eriksdotter Krummedige, som var syster till Kristiern Nilssons andra hustru (d. 1460).

Han var gift andra gången 1428 med Margareta Eriksdotter Krummedige, född omkring 1390 i Köpenhamn, död den 9 juni 1451, dotter till Erik Krummedige till Trankärr (ca 1338–1439) och Beata von Thienen (född 1360), med vilken han hade barnen:
1. Johan Kristiernsson (Vasa)
2. Birgitta Kristiernsdotter (Vasa) född cirka 1420, död omkring 1473, gift med Claus Rönnow
3. Nils Kristiernsson (Vasa)